# 香川春継
香川 春継（かがわ はるつぐ）は、戦国時代から江戸時代前期にかけての戦国武将。安芸香川氏の一族。毛利氏家臣、後に吉川氏家臣。

## 生涯

### 安芸武田氏の衰亡
香川光景の次男として生まれる。春継が生まれた頃は、以前の主家・安芸武田氏が没落し、毛利氏家臣として香川氏が活動し始めた頃にあたる。

### 毛利氏家臣として
毛利氏が大内領の周防国・長門国を併呑し、その後に北の尼子氏との対決が始まると、永禄7年（1564年）には三村家親とともに伯耆国の不動ガ嶽城を攻撃して、救援の尼子軍を撃退した後に攻略した。翌年には八橋城攻略戦にも参加して、同城を攻略した。春継の動向は不明だが、父や兄とともに、この一連の尼子討伐に参加していたものと思われる。また同年の月山富田城の戦いにも出陣している。

### 尼子再興軍・宇喜多氏との戦い
永禄11年（1568年）、毛利元就の命を受けた春継は、美作国に侵攻し、三浦貞盛の籠もる高田城を攻撃して攻め落とした。その後、風雲急を告げていた、大友氏との九州戦線に参加するため豊前方面へ転じて戦った。しかし、永禄12年（1569年）、尼子勝久・山中幸盛率いる尼子再興軍は、出雲国・伯耆国の旧尼子勢力を結集して、出雲国へ侵入し、月山富田城を包囲した。それに注目した美作三浦氏の残党は尼子再興軍と、備前国の戦国大名・宇喜多直家と手を結び、連合軍を成して美作国に侵入した。毛利氏は援軍として香川光景を派遣。春継も兄の香川広景や叔父の香川勝雄らとともに城将・安達信泰の守る高田城に入城、連合軍は春継らの守る高田城への攻撃を開始した。
高田城内には尼子の降将が多数おり、内応者が続出して光景らは苦境に立たされた。全体的には押され気味の戦であったが、春継はその武勇で敵将を一騎討ちで討ち取るなど、その勇猛さを遺憾なく発揮した。春継らの奮戦によって、高田城は落城を免れたが、後に毛利軍は高田城を放棄して退却し、三浦貞広が高田城に入ることとなった。

### 吉川氏家臣となる
年月は不明だが、この頃より、香川春継は毛利氏ではなく、吉川氏（毛利元就の次男・吉川元春）に仕えるようになった。元春らの強い要望があったともされる。また、春継の「春」の字は吉川元春の偏諱を賜ったものと思われる。豊臣秀吉の九州征伐が開始されると、春継も吉川軍の一員として九州に出陣。天正14年（1586年）、高橋元種の籠もる豊前国香春嶽城を攻撃、粟屋就光らとともに三の岳を攻略して、高橋元種の降伏に貢献した。
天正19年（1591年）、黒田孝高より、吉川広家が月山富田城を居城としたいという要請を、豊臣秀吉に取り成したという書状を香川春継宛に送っており、吉川家中で春継が重用されていることが窺える。

### 岩国領主吉川家家老職
慶長5年（1600年）の関ヶ原の戦いの後、毛利氏の防長移封に従い、吉川氏も周防国岩国へと所領を変えることとなった。岩国領主となった吉川広家に従って、吉川家家老職となった春継は、家老として、今田経高らとともに岩国領主吉川氏を支えた。
元和5年（1619年）没。死後、家督は嫡男の香川家景（いえかげ）が継いだ。

## 参考資料
- 萩藩閥閲録